# Diego Pérez de Arrilucea
Diego Pérez de Arrilucea López de Maturana, (1888 – 1975), conocido por su firma en los escritos como Fray Diego de Dulanci, fue un historiador español.
Nacido en Alegría (Alava) ingresó en la orden Religiosa de Los Agustinos, inicialmente en Guernica y posteriormente en Madrid en El Escorial, donde recibió su formación académica para después dedicarse a tareas docentes en los Colegios de los Agustinos.
Posteriormente fue trasladado a continuar su tarea docente a Guernica (Vizcaya). Tiempo después volvió a ser trasladado a Madrid, donde desempeñó tareas sacerdotales, después fue trasladado a Cáceres en las fechas en las que comienza la Guerra Civil. Años después recaba en Vizcaya, en la que residió, salvo en la época estival, en la cual acudía a su pueblo natal, donde desarrollaba la tarea sacerdotal.
Es de destacar su obra relacionada con la historia alavesa, sobre todo en el campo religioso.

## Obras
- Una joya del románico: El Santuario de Santa María de Ayala (1945).[3]
- La torre de Alegría está pagada (1953).[4]
- Patronato de Santa María de Ayala (1954).
- La Hermandad de Iruraiz (1974).[5]
- Artículos diversos de la historia de Alava.